# Государственный комитет СССР по телевидению и радиовещанию

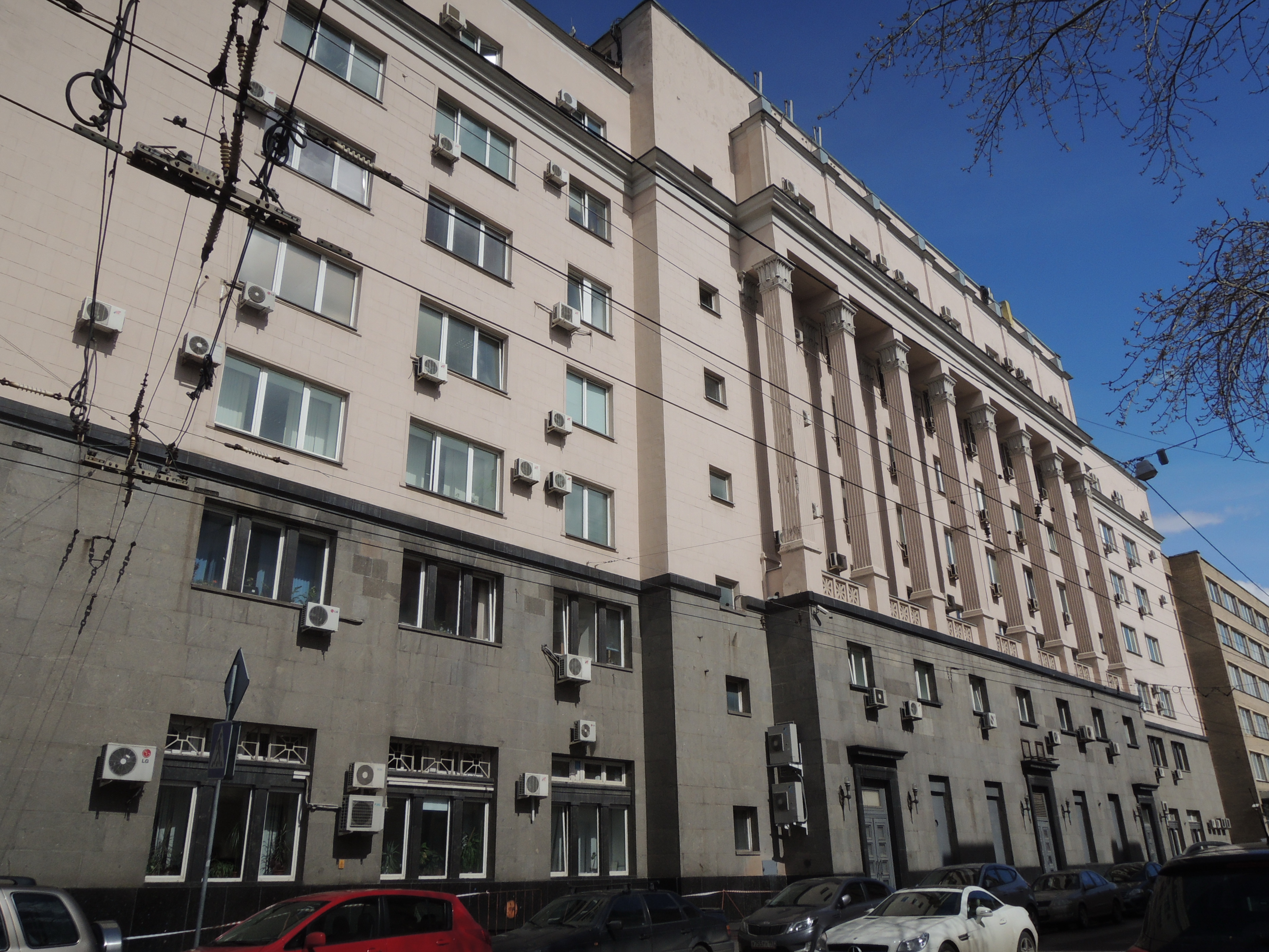
Государственный дом радиовещания и звукозаписи (архитектор — А. Н. Земский). Москва, ул. Малая Никитская, д. 24.

Государственный комитет СССР по телевидению и радиовещанию — государственный орган СССР, осуществлявший руководство всем телевидением и радиовещанием с 10 сентября 1931 по 27 декабря 1991 года, главная вещательная организация страны.

## История
10 сентября 1931 года был создан Всесоюзный комитет по радиовещанию при Народном комиссариате почт и телеграфов СССР (включал в себя секторы политико-просветительный, научно-образовательный, художественного вещания, местного вещания, отдел выпуска и фабрику «Радиофильм»), два года спустя — 31 января 1933 года он был ликвидирован, а на его базе был создан Всесоюзный комитет по радиофикации и радиовещанию при Совете народных комиссаров СССР (с 15 марта 1946 года — при Совете министров СССР), в 1949 году уже он был ликвидирован, а на его базе были созданы Комитет радиоинформации при Совете министров СССР, руководивший Центральным внутрисоюзным радиовещанием, и Комитет по радиовещанию при Совете министров СССР, руководивший Центральным радиовещанием на зарубежные страны, в 1953 году они также были ликвидированы, а на их базе были созданы соответственно Главное управление радиоинформации Министерства культуры СССР и Главное управление радиовещания Министерства культуры СССР.
16 мая 1957 года Главное управление радиоинформации Министерства культуры СССР было ликвидировано, а на его базе был создан Государственный комитет по радиовещанию и телевидению при Совете министров СССР (Главное управление радиовещания было подчинено ему 28 мая 1959 года, а в 1957—1959 гг. оно действовало при Государственном комитете по культурным связям с зарубежными странами), многократно переименовывавшимся: с 24 апреля 1962 года — Государственный комитет Совета министров СССР по радиовещанию и телевидению, с 9 декабря 1965 года — Комитет по радиовещанию и телевидению при Совете министров СССР, с 15 июля 1970 года — Государственный комитет Совета министров СССР по телевидению и радиовещанию с 5 июля 1978 года — Государственный комитет СССР по телевидению и радиовещанию. На протяжении всего времени существования комитета выпуск теле- и радиопередач осуществляли подразделения комитета (программные дирекции Центрального телевидения и Всесоюзного радио), практически все телепередачи подготавливались подведомственными организациями комитета, действовавшими на правах подразделений (тематическими главными редакциями Центрального телевидения), лишь художественные телефильмы производились киностудиями по заказу комитета, большая часть документальных телефильмов производилась подведомственным комитету творческим объединением «Экран», часть — подразделениями местных комитетов по телевидению и радиовещанию. Лишь осенью 1990 года часть телепередач по заказу комитета стали подготавливаться первыми частными телеорганизациями «Телекомпания ВИD» и «Авторское телевидение».
8 февраля 1991 года была создана Всесоюзная государственная телерадиовещательная компания, которой было передано всё имущество комитета, сам комитет несколько позднее был упразднён, а 11 апреля компания была объявлена его правопреемником.

## Председатель
Гостелерадио СССР возглавлялся председателем, назначавшимся Верховным Советом СССР, при председателе Гостелерадио СССР могла быть консультативная коллегия.
- 1931—1933 — Ф. Я. Кон
- 1933—1936 — П. М. Керженцев
- 1936—1939 — К. А. Мальцев
- 1939—1941 — Г. И. Стуков
- 1941—1944 — Д. А. Поликарпов
- 1944—1949/53 — А. А. Пузин (радиоинформация); 1950—1953 — С. А. Виноградов (радиовещание)
- 1957—1959 — Д. И. Чесноков
- 1959—1962 — С. В. Кафтанов
- 1962—1964 — М. А. Харламов
- 1964—1970 — Н. Н. Месяцев
- 1970—1985 — С. Г. Лапин
- 1985—1989 — А. Н. Аксёнов
- 1989—1990 — М. Ф. Ненашев
- 14 ноября 1990 — 8 февраля 1991 — Л. П. Кравченко

## Подведомственные организации на правах подразделения

### Административно-управленческий персонал
Курировался первым заместителем Председателя Гостелерадио СССР
- Главное производственно-техническое управление (с 1988 года — Главное научно-техническое и производственное управление, одновременно из неё было выделено Главное экономическое управление)
- Управление капитального строительства (с 1988 — Главное управление капитального строительства и ремонта)
- Управление материально-технического снабжения
- Управление кадров (с 1988 года — Управление кадров и социального развития)
- Управление бухгалтерского учёта, отчётности и ревизий (с 1988 года — Управление бухгалтерского учёта и контроля)
- Канцелярия (с 1988 года — Управление делами)
- Специальное управление, в 1988 году к ним был добавлен Юридический отдел
- Отдел технического контроля
- Справочно-информационный отдел
- Главное управление внешних сношений (в конце 1950-х годов была создана Редакция обмена телепрограммами Центральной студии телевидения, в рамках которой был создан Отдел международного обмена, в 1964 году он был объединён с отделом международных связей и отделом радиообмена в Редакцию международного обмена программами радиовещания и телевидения с зарубежными странам, в 1965 году была создана Студия зарубежного обмена телепрограммами, в 1970 году студия зарубежного обмена, отдел международных связей, отдел подготовки уроков русского языка для зарубежных радиостудий и отдел радиообмена были объединены в Главное управление внешних сношений)

Отделы: совместных съёмок, экспорта-импорта (с 1988 года на их базе было создано внешнеторговое объединение «Совтелеэкспорт»), отдел международного обмена (фирма «Совтелевидео»)
- Главное управление местного телерадиовещания

Отдел телевизионных фильмов

### Центральное телевидение

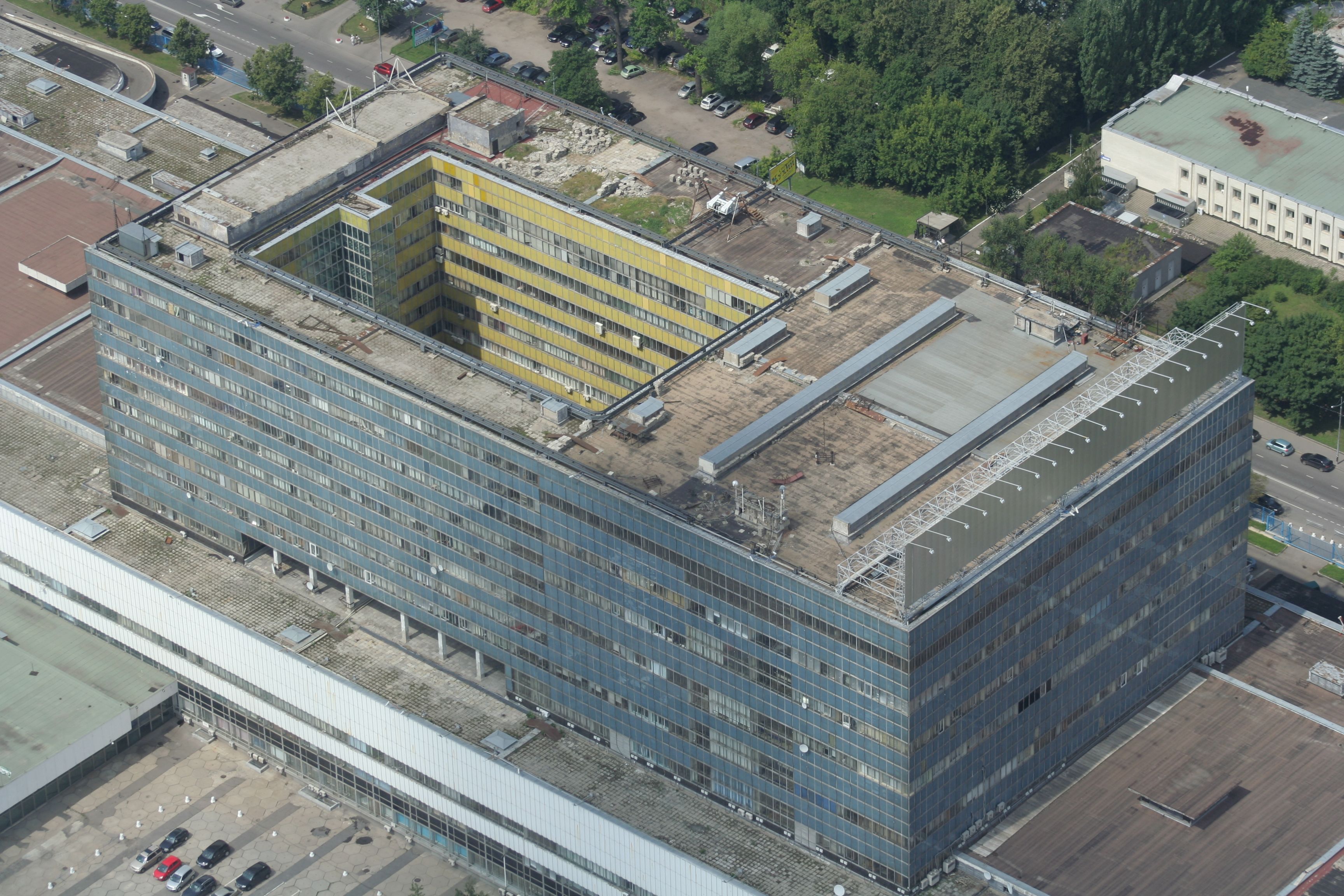
АСК-1

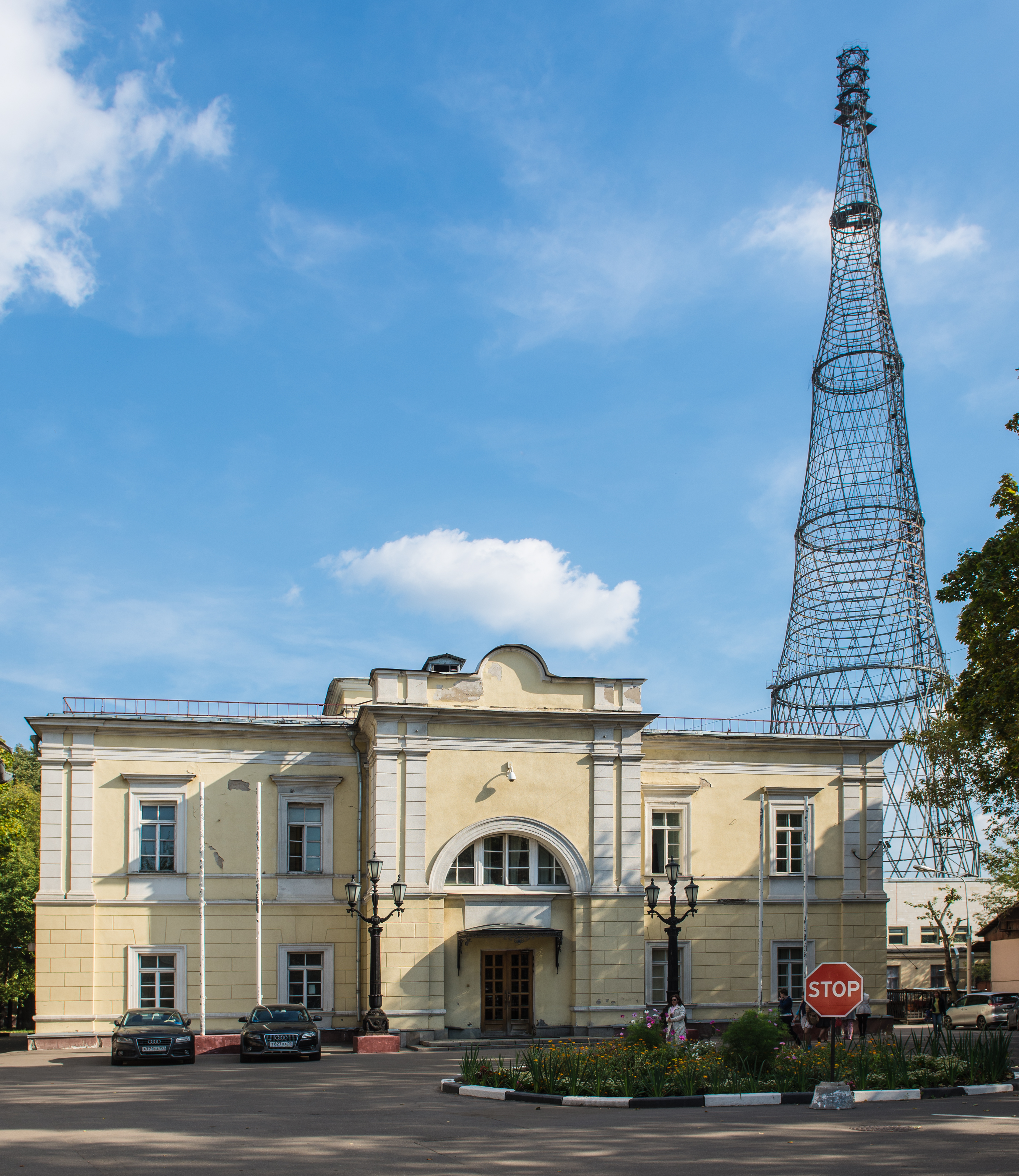
АСК-2

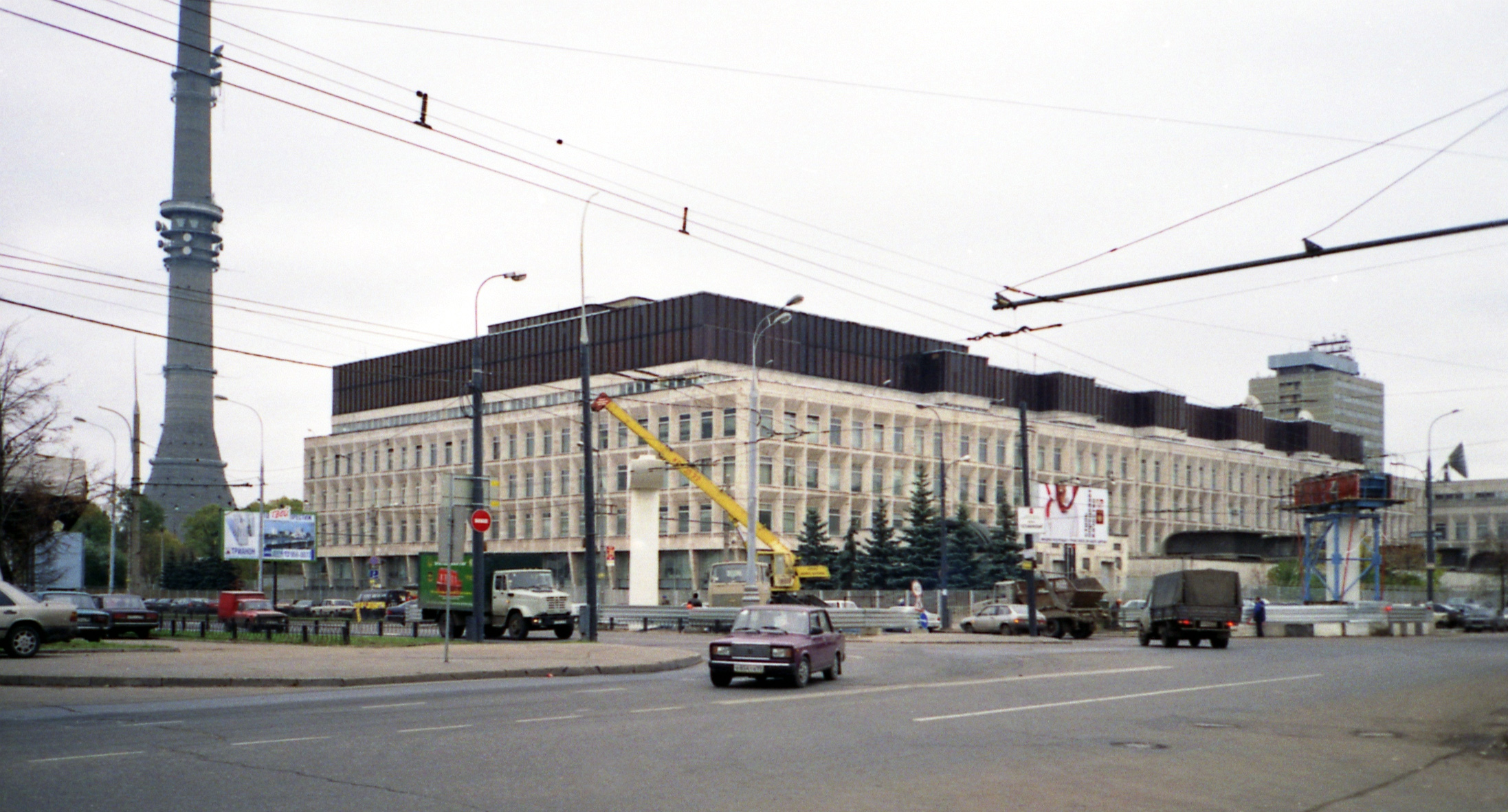
АСК-3

Управлялось непосредственно Председателем Гостелерадио СССР и курировалось одним из его заместителей, до 1960-х годов — ЦСТ, управлялась директором, который по должности являлся заместителем председателя Гостелерадио СССР, главным редактором и главным режиссёром. Вело вещание по 12 программам (с учётом дублей), 8 из которых предназначены для отдалённых районов:
- Первая программа ЦТ — общесоюзная информационная, общественно-политическая, художественная и познавательная, принималась в Европейской части СССР, имела 4 дубля с учётом поясного времени для Урала, республик Средней Азии и Казахстана, Западной Сибири, Восточной Сибири, Дальнего Востока («Орбита-4», «Орбита-3», «Орбита-2» и «Орбита-1»), а с 1988 года также всемирный дубль «Москва Глобальная»[16], предназначенный для дипломатических и консульских работников СССР[17];
- Вторая программа ЦТ — общесоюзная художественная, познавательная, спортивная, принималась в Европейской части СССР, включала значительную часть повторных передач, имела 4 дубля с учётом поясного времени для Урала, республик Средней Азии и Казахстана, Западной Сибири, Восточной Сибири, Дальнего Востока («Дубль-4», «Дубль-3», «Дубль-2» и «Дубль-1»);
- Московская программа ЦТ — информационно-публицистическая и художественная, её значительный объём составляли передачи о жизни Москвы и Московской области, принималась в Москве и Московской области, а также ретранслировалась в Твери и Тверской области, Рязани и Рязанской области.
- Образовательная программа ЦТ — учебная и научно-популярная, принималась в Москве и Московской области и некоторых крупных городах-миллионниках.
- Также в Москве и Московской области для технических трансляций определённых событий нерегулярно использовался маломощный передатчик шестого частотного канала.

Структура:
- Главная дирекция программ, с 1988 года — Генеральная дирекция программ

Отделы: планирования программ; рецензирования программ; выпуска; дикторов; писем;
- Тематические главные редакции (созданы в 1957 году), каждая из которых состояла из отделов (ранее редакций, а отдельные также и из творческих объединений, были созданы в 1954 году) возглавлялась главным редактором и состояла из старших редакторов и редакторов, а также имела режиссёрскую группу, состоявшую из главного режиссёра, режиссёров и ассистентов режиссёров;

- Главная редакция информации, в 1988 году из неё была выделена Главная редакция международных программ

Отделы: внутрисоюзной информации; международной информации. Группы: выпуска, режиссёров. Служба ответственного секретаря
- Главная редакция пропаганды, с 1988 года — Главная редакция общественно-политических программ

Отделы: пропаганды марксистско-ленинской теории; патриотического воспитания; общественной жизни; промышленности; сельского хозяйства
- Главная редакция литературно-драматических программ, с 1988 года — Главная редакция литературно-художественных программ

Отделы: телевизионных спектаклей; классики и занимательных передач; литературы и изобразительного искусства; театральных передач
- Главная редакция кинопрограмм, выделена в 1960-х гг. из Главной редакции литературно-драматических программ

Отделы: публицистических передач; художественных фильмов; документальных фильмов
- Главная редакция музыкальных программ, с 1988 года — Главная редакция музыкальных и развлекательных программ

Отделы: трансляций; познавательных передач; передач со зрителями; массовых жанров; фондовых программ
- Главная редакция народного творчества, выделена в 1960-х гг. из Главной редакции музыкальных программ

Отделы: тематических передач; музыкальных передач
- Главная редакция программ для детей, с 1988 года — Главная редакция программ для детей и юношества

Отделы: общественно-политических программ; художественных программ; литературно-музыкальных программ
- Главная редакция программ для молодёжи

Отделы: общественно-политических передач; массовых передач
- Главная редакция передач для Москвы и Московской области, с 1988 года — Главная редакция телепрограмм для Москвы и Московской области

Отделы: оперативных передач; тематических передач; передач для Московской области; справочных передач
- Главная редакция научно-популярных и учебных программ, с 1988 года — Главная редакция научно-популярных и образовательных программ

Отделы: средней школы; высшей школы; педагогики; общественных наук; литературы; эстетики и этики; иностранных языков; планирования
- Главная редакция спортивных программ (совместная с Центральным внутрисоюзным радиовещанием и Центральным радиовещанием на зарубежные страны)

Отделы: информации; олимпийский;
- Производственные группы

- Группа художественного оформления
- Группа телевизионных операторов
- Группа звукового оформления
- Постановочная часть
- Машинно-декорационный цех
- Мебельно-реквизитный цех
- Макетно-бутафорский цех
- Декоративно-драпировочный цех
- Электроосветительный цех
- Гримёрный цех
- Костюмерный цех
- Группа политических обозревателей (совместная с Центральным внутрисоюзным радиовещанием и Центральным радиовещанием на зарубежные страны)
- Отдел корреспондентской сети (совместный с Центральным внутрисоюзным радиовещанием и Центральным радиовещанием на зарубежные страны).

### Центральное внутрисоюзное радиовещание
Управлялось непосредственно Председателем Гостелерадио СССР, курировалось одним из его заместителей. Вело вещание по 12 программам, 8 из которых предназначены для отдалённых районов:
- Первая программа — общесоюзная, информационная, общественно-политическая, познавательная и художественная, имела 4 дубля с учётом поясного времени для Урала, республик Средней Азии и Казахстана, Западной Сибири, Восточной Сибири, Дальнего Востока («Радио орбиты-4», «Радио орбиты-3», «Радио орбиты-2» и «Радио орбиты-1»)[20], а с 1988 года всемирный дубль «Москва Глобальная»;
- Вторая программа («Маяк») — общесоюзная, информационно-музыкальная;
- Третья программа — общесоюзная, общеобразовательная и литературно-музыкальная, имела 4 дубля с учётом поясного времени для Урала, республик Средней Азии и Казахстана, Западной Сибири, Восточной Сибири, Дальнего Востока («Радио дубля-4», «Радио дубля-3», «Радио дубля-2» и «Радио дубля-1»)[21];
- Четвёртая программа — музыкальная, принималась в Подмосковье и близлежащих районах на средних и ультракоротких волнах;
- Пятая программа (с 1 января 1989 года — «Всемирная русская программа»[22][23][16]) — информационная, общественно-политическая и художественная, была адресована гражданам СССР, находящимся за пределами страны (морякам, рыбакам, полярникам и др.)[24].

Структура:
- Главная дирекция программ[25]

Отделы: планирования программ; рецензирования программ; выпуска; дикторов; писем
- Тематические главные редакции, созданы в 1950-е годы, каждая из которых до 1988 года состояла из отделов (ранее из редакций), возглавлялась главным редактором, состояла из старших редакторов и редакторов, при каждой из которых состояла режиссёрская группа

- Главная редакция информации

Отделы: общественно-политической информации; экономической информации; международной информации; внестудийныx передач (радиофильмы); выпуска.
- Главная редакция пропаганды (с 1988 года — Главная редакция общественно-политических программ)

Отделы: пропаганды марксизма-ленинизма; общественно-политический; международной жизни; промышленности, строительства и транспорта; сельской жизни; науки и техники; сатиры и юмора. Режиссёрская группа. Секретариат
- Главная редакция литературно-драматического радиовещания (с 1988 года — Главная редакция литературных программ)

Отделы: литературы народов СССР; зарубежной литературы; театральной жизни и искусства; прозы, поэзии и публицистики; по созданию звуколетописи, постановочный (режиссёры)
- Главная редакция музыкального радиовещания (с 1988 года — Главная редакция музыкальных программ)

Отделы: музыкального театра, симфонической и камерной музыки; советской песни и эстрады; музыки народов СССР; русской народной музыки и художественной самодеятельности; музыкально-образовательных передач; зарубежной музыки; музыкальных программ «Маяк»; музыкальных программ; трансляций; музыкальных коллективов. Музыкальная библиотека
Большой симфонический оркестр Центрального телевидения и Всесоюзного радио, Эстрадно-симфонический оркестр Центрального телевидения и Всесоюзного радио, Академический оркестр русских народных инструментов Центрального телевидения и Всесоюзного радио, Большой академический хор Центрального телевидения и Всесоюзного радио, Академический хор русской песни Центрального телевидения и Всесоюзного радио, Ансамбль советской песни Центрального телевидения и Всесоюзного радио, Оркестр «Голубой экран» Центрального телевидения и Всесоюзного радио, Ансамбль электромузыкальных инструментов Центрального телевидения и Всесоюзного радио, Большой детский хор Центрального телевидения и Всесоюзного радио, Вокальная студия солистов Центрального телевидения и Всесоюзного радио
- Главная редакция радиовещания для детей (с 1988 года — Главная редакция программ для детей).

Отделы: передач для пионеров и октябрят; передач для старшеклассников; науки и фантастики для школьников; литературы и искусства для детей; музыкальных программ для детей; учебных передач и педагогической пропаганды; писем и массовой работы
- Главная редакция радиовещания для молодёжи (с 1988 года — Главная редакция программ для молодёжи)

Отделы: подготовки программ; комсомольской жизни; идейно-политического воспитания; художественного воспитания. Режиссерская группа
- Главная редакция радиопередач для Москвы

Отделы: общественно-политических передач; экономики
- Главная редакция радиопередач для Московской области

Отделы: общественно-политический; промышленности и сельского хозяйства
- Главная редакция спортивных программ (общая с Центральным телевидением и Центральным радиовещанием на зарубежные страны)

Отделы: информации; олимпийский
- Группа политических обозревателей (общая с Центральным телевидением и Центральным радиовещанием на зарубежные страны)
- Отдел корреспондентской сети (общий с Центральным телевидением и Центральным радиовещанием на зарубежные страны)

### Центральное радиовещание на зарубежные страны
Управлялось непосредственно Председателем Гостелерадио СССР, курировалось одним из его заместителей.
- Генеральная дирекция программ Иновещания
- Тематические главные редакции, созданы в 1950-е гг., до 1988 года каждая из которых состояла из отделов (ранее — из редакций), возглавлялась главным редактором, состояла из старших редакторов и редакторов, при каждой из которых состояла режиссёрская группа

- Главная редакция информации
- Главная редакция внешнеполитической пропаганды
- Главная редакция радиовещания на социалистические страны (с 1988 года — Главная редакция радиовещания на страны Восточной Европы)
- Главная редакция радиовещания на Китай
- Главная редакция радиовещания на страны Западной Европы
- Главная редакция радиовещания на США и Англию
- Главная редакция радиовещания на страны Латинской Америки
- Главная редакция радиовещания на страны Дальнего Востока
- Главная редакция радиовещания на страны Среднего и Ближнего Востока
- Главная редакция радиовещания на страны Африки
- Главная редакция всемирного радиовещания на английском языке (с 1978 года)
- Главная редакция всемирного радиовещания на русском языке (с 1 января 1989 года)
- Главная редакция спортивных программ (общая с Центральным телевидением и Центральным внутрисоюзным радиовещанием)

Отделы: информации; олимпийский
- Группа политических обозревателей (общая с Центральным телевидением и Центральным внутрисоюзным радиовещанием)
- Отдел корреспондентской сети (общий с Центральным телевидением и Центральным внутрисоюзным радиовещанием)

## Подведомственные организации на правах юридического лица
- Государственный фонд телевизионных и радиопрограмм — государственное учреждение, осуществлявшее архивирование записей передач и фильмов Центрального телевидения, записей радиопередач Всесоюзного радио. Создано в 1974 году, в 1992 году передано российской государственной телерадиокомпании «Останкино», но в 1993 году выведен из её ведения и подчинён напрямую Федеральной службе телевидения и радиовещания РФ, в последствия переподчинявшийся её организациям-преемникам; в 2014 году ликвидировано путём присоединения к ФГУП «Всероссийская государственная телевизионная и радиовещательная компания».
- Творческое объединение «Экран» — государственное предприятие, осуществляющее производство телефильмов и заставок передач для Центрального телевидения некоторое количество художественных телефильмов[28]. Учреждено в 1967 году, в 1970 году ему перешло осуществление представительства комитета при заказе производства телефильмов киностудиями, объединение стало производить мультипликационные телефильмы, детские и юношеские художественные телефильмы, документальные телефильмы, в качестве подразделений объединения были созданы отдел заказа фильмов, отдел хроники, тематические студии (документальных телефильмов, художественных телефильмов, музыкальных программ, мультипликационных телефильмов). В 1989 году в качестве подведомственной организации комитета было создано Творческо-производственное объединение «Союзтелефильм» (ТПО «Союзтелефильм»), в качестве подразделения которого была создана Студия дублирования иностранных телефильмов, подведомственным предприятием которой являлось Творческое объединение «Экран», но в 1990 году оно было ликвидировано, а ТПО «Союзтелефильм» стало непосредственно осуществлять заказ и производство телефильмов; в 1992 году передано российской государственной телерадиокомпании «Останкино» (последняя на базе созданного в том же году своего подразделения учредила творческое объединение «Экран», осуществлявшее заказ и производство телефильмов для телерадиокомпании), но в 1993 году выведено из его ведения и подчинён напрямую Федеральной службе телевидения и радиовещания РФ. В 1998 году передано ФГУП «Всероссийская государственная телевизионная и радиовещательная компания», в 2006 году ликвидировано путём присоединения к нему.
- Телевизионный технический центр имени 50-летия Октября — государственное предприятие, осуществлявшее техническую часть подготовки и выпуска передач Центрального телевидения, техническую часть производства фильмов Творческого объединения «Экран», а с 1982 года также и техническую часть выпуска передач Всесоюзного радио и техническую часть подготовки информационных и общественно-политических программ; также предоставляло помещения для административно-управленческого персонала Гостелерадио СССР, творческого персонала Центрального телевидения, административно-управленческого и творческого персонала творческого объединения «Экран», с 1982 года также и творческого персонала Центрального внутрисоюзного радиовещания. Создан в 1938 году, в 1950 году передан Министерству связи СССР, в 1960 году передан комитету, в 1992 году передан российской государственной телерадиокомпании «Останкино», но в 1993 году выведен из её ведения и подчинён напрямую Федеральной службе телевидения и радиовещания РФ (в последствия переподчинявшийся её организациям-преемникам). Располагает аппаратно-студийным комплексом № 1 (с 1967 года) и аппаратно-студийным комплексом № 3 (с 1982 года), а в 1938—1991 гг. также и аппаратно-студийным комплексом № 2, ранее также телевизионным театром в Дворце культуры Московского электролампового завода на пл. Журавлёва, 1.
- Государственный дом радиовещания и звукозаписи — государственное предприятие, в 1982—1991 гг. осуществлявшее техническую часть подготовки передач Центрального внутрисоюзного радиовещания, техническую часть подготовки и выпуска передач Центрального радиовещания на зарубежные страны, а до 1982 года также и техническую часть выпуска передач Центрального внутрисоюзного радиовещания, предоставляло помещения для административно-управленческого персонала Гостелерадио СССР и творческого персонала Центрального радиовещания на зарубежные страны (в 1938—1957 гг. Всесоюзное радио располагалось на Страстном бульваре, 5[29][30]). В 1992 году передан российской государственной телерадиокомпании «Останкино», но в 1993 года выведен из её ведения и переподчинён Федеральной службе телевидения и радиовещания РФ, в 2002 году объединён с ФГУП "Государственная телевизионная компания «Культура», в 2006 году ликвидирован путём присоединения к ФГУП «Всероссийская государственная телевизионная и радиовещательная компания». Располагал техническим и студийным корпусом.
- Центр научного программирования (ранее — Главная редакция писем и социологических исследований).
- Центр компьютерной графики Центрального телевидения[31] (с 1989 года).

Редакции печатных изданий:
- Редакция журнала «Телевидение и радиовещание»
- Редакция журнала «Говорит и показывает Москва»
- Редакция звукового журнала «Кругозор», располагалась в Техническом корпусе Государственного дома радиовещания и звукозаписи
- Редакция звукового журнала «Колобок», в 1963—1970[32][33] и 1988—1991 году над ними создана Главная редакция массовых звуковых изданий

Научные и учебные заведения:
- Всесоюзный институт повышения квалификации работников телевидения и радиовещания, возглавлялся директором и имел собственный баланс
- Всесоюзный научно-исследовательский институт телевидения и радиовещания, возглавлялся директором и имел собственный баланс
- Всесоюзный институт повышения квалификации работников телевидения и радиовещания

Заводы:
- Экспериментальный завод телерадиовещательной аппаратуры
- Опытный завод в Волгограде

### Местные комитеты по телевидению и радиовещанию
Республиканские телерадиокомитеты действовали во всех союзных республиках, кроме РСФСР, находились в двойном подчинении совета министров союзной республики (в Ленинграде и Ленинградской области — обл- и горисполкома) и Гостелерадио СССР, возглавлялись председателями при котором действовала сценарно-редакционная коллегия. Местные телерадиокомитеты действовали во всех АССР, краях, областях, автономных областях и 3 автономных округах, кроме пристоличных областей столицы СССР и столиц союзных республик, имевших областное деление, а также ряда областей Таджикской и Туркменской ССР. Из автономных округов существовали в Ханты-Мансийском, Таймырском и Чукотском, в остальных действовали окружные редакции радиовещания. Находились в двойном подчинении — облисполкома и Гостелерадио СССР в РСФСР или Гостелерадио союзной республики в других союзных республиках с областным делением, каждый из которых возглавлялся председателем, заместителем председателя по радиовещанию и главным редактором радиовещания.
Примерная структура телерадиокомитета союзной республики и Ленинграда
- Бухгалтерия
- Тематические главные редакции, каждая из которых до 1988 года состояла из редакций

- Главная редакция программ и выпуска, с 1988 года — главная дирекция программ
- Главная редакция информации
- Главная редакция пропаганды, с 1988 года — главная редакция общественно-политических программ
- Главная редакция промышленности, строительства и сельского хозяйства, с 1988 года — главная редакция экономики и сельского хозяйства
- Главная редакция литературно-драматического вещания, с 1988 года — главная редакция литературных программ
- Главная редакция музыкального вещания, с 1988 года — главная редакция музыкальных программ
- Главная редакция вещания для детей, с 1988 года — главная редакция программ для детей
- Главная редакция вещания для молодёжи, с 1988 года — главная редакция программа для молодёжи
- Главная редакция рекламной информации
- Главная редакция программ и выпуска и несколько тематических главных редакций вещания на отдельные регионы мира — существовали в Азербайджанский, Белорусский, Армянский, Латвийский, Литовский, Таджикский, Узбекский, Украинский и Эстонский ССР. Как правило вещали на государственном языке союзной республики и некоторых других языках.
- Главная редакция международных связей (общая с Республиканским телевидением)
- Главная редакция писем и социологических исследований (общая с Республиканским телевидением)

- Отдел корреспондентской сети
- Эстрадно-симфонический оркестр, оркестр народных музыкальных инструментов и академический хор
- Фонотека
- Сектор звукозаписи
- Сектор выпуска
- Машинописное бюро
- Инструктор по местному вещанию

Примерная структура телерадиокомитета АССР, края или области
- Бухгалтерия
- Редакция программ и выпуска
- Тематические главные редакции, созданы в 1960-е гг., до 1988 года делились на редакции (созданы вместе с соответствующим радиокомитетом в 1930-е гг.)

- Главная редакция общественно-политического вещания:

Редакции последних известий, пропаганды, промышленности и строительства, сельского хозяйства (в части регионов вместо них могла существовать редакция народного хозяйства), вещания на местных языках (в АССР, автономных областях и автономных округах), писем (общая с главной редакцией художественного вещания, главной редакцией общественно-политических передач и главной редакцией художественных передач студии телевидения)
- Главная редакция художественного вещания:

Редакции литературно-драматического вещания, музыкального вещания, вещания для детей, вещания для молодёжи (в части регионов была в составе Главной редакции общественно-политического радиовещания), писем (общая с главной редакцией общественно-политического вещания, главной редакцией общественно-политических передач и главной редакцией художественных передач студии телевидения)
- Фонотека
- Оркестры и нотная библиотека (в отдельных АССР, автономных областях и автономных округах)
- Машинописное бюро
- Инженерно-технический персонал
- Отдел корреспондентской сети[35][36][37]

Передачи шли из областного (республиканского, краевого) радиотелецентра, кроме ленинградского радиовещания вещавшего из Ленинградского дома радиовещания и звукозаписи на Малой Садовой 2/27, до середины 1970-начале 1980-х гг. во многих регионах из прочих помещений.

### Студии телевидения
До 1987 года существовали во всех столицах союзных и автономных республик, краевых центрах (кроме Ставрополя), областных центрах (кроме Иваново, Костромы, Владимира, Рязани, Калуги, Калинина, Тамбова, Липецка, Белгорода, Новгорода, Абакана, Полтавы, Черкасс, Винницы, Ровно, Хмельницкого, Тернополя, Могилёвска, ряда областей Таджикской и Туркменской ССР), до 1982 — в отдельных крупных городах (Воркута Сочи, Магнитогорск, Норильск и Комсомольск, ранее существовали в Братске, Игарке, Бийске и Райчихе), в 1982 году последние были преобразованы в главные редакции подготовки телепередач, городские редакции радиовещания и кинокорреспондентские пункты, в 1988 году — в отделы подготовки телепередач. Вели вещание по одной программе (информационной, общественно-политической и художественной, показывали повторы программ Центрального телевидения, фондовые кино- и телефильмы творческого объединения «Экран» и киностудий Госкино СССР, покрывавшейся 2-й программой (кроме Ленинградской программы, до 1982 года областные программы покрывались 1-й программой). Возглавляются директорами, который по должности является заместителем председателя телерадиокомитета по телевидению, главным редактором и главным режиссёром. Большинство были созданы в 1950—1960-е гг.
Примерная структура студии телевидения союзной республики
- Тематические главные редакции, до 1988 года состояли из редакций и (главные редакции литературно-драматических и музыкальных передач) творческих объединений

- Главная редакция программ и выпуска, с 1988 года — генеральная дирекция программ
- Главная редакция информации
- Главная редакция пропаганды, с 1988 года — главная редакция общественно-политических программ
- Главная редакция промышленности, строительства и сельского хозяйства, с 1988 года — главная редакция экономики и сельского хозяйства
- Главная редакция литературно-драматических передач, с 1988 года — главная редакция художественных программ

Редакции: драматических постановок, кинотеатральных постановок, по литературе и изобразительному искусству, кино-тематических и театрально-тематических передач
- Главная редакция музыкальных передач, с 1988 года — главная редакция музыкальных и развлекательных программ

Редакции: музыкально-тематических передач, эстрадно-концертных передач
- Главная редакция передач для детей, с 1988 года — главная редакция программ для детей
- Главная редакция передач для молодёжи, с 1988 года — главная редакция программ для молодёжи
- Главная редакция научно-популярных и учебных передач, с 1988 года — главная редакция научно-популярных и учебных программ
- Главная редакция производства телефильмов (с середины 1970-х выпускали свои работы под марками «Укртелефильм», «Телефильм-Минск», «Казахтелефильм», «Узбектелефильм», «Туркментелефильм», «Кыргызтелефильм», «Азербайджантелефильм», «Телефильм-Ереван», «Картули Телефилми», «Кишинэу-Телефильм», «Lietuvos Telefilmas», «Latvijas Telefilma», «Eesti Telefilm»). Снимали преимущественно художественные и документальные фильмы, а некоторые («Туркментелефильм», «Latvijas Telefilma») также и мультипликационные фильмы.
- Отдел фильмопроизводства.
- Главная редакция международных связей (общая с республиканским радиовещанием)
- Главная редакция писем и социологических исследований (общая с республиканским радиовещанием)

- Группа художников-постановщиков
- Группа телевизионных операторов
- Группа звукооператоров
- Постановочная часть

Примерная структура студии телевидения АССР, края или области
- Редакция выпуска
- Тематические главные редакции, созданы в 1960-е гг., до 1988 года состояли из редакций (обычно создавались вместе с соответствующей областной студией телевидения)

- Главная редакция общественно-политических передач, с 1988 года — отдел общественно-политических программ

Редакции последних известий (позднее — редакция телевизионных новостей, ещё позднее — редакция информационной программы, могла находиться в непосредственном подчинении заместителя председателя областного комитета по телевидению и радиовещанию по областному телевидению)
Редакции: пропаганды, промышленности и строительства, сельского хозяйства (в части регионов вместо них могла существовать редакция народного хозяйства), писем (общая с главной редакцией художественных передач, главной редакцией общественно-политического вещания, главной редакцией художественного вещания), кинопроизводства (многие с середины 1970-х гг. выпускали свои работы под маркой «Лентелефильм» «Кировтелефильм», «Куйбышевтелефильм», «Волгоградтелефильм», «Саратовтелефильм», «Донтелефильм», «Пермьтелефильм», «Свердловсктелефильм», «Новосибирсктелефильм», «Красноярсктелефильм», «Иркутсктелефильм» и «Дальтелефильм», снимали преимущественно документальные фильмы, многие («Куйбышевтелефильм», «Саратовтелефильм», «Волгоградтелефильм», «Свердловсктелефильм» и «Пермьтелефильм») снимали мультипликационные фильмы, «Лентелефильм» — также и художественные фильмы) (общая с главной редакцией художественных передач)
- Главная редакция художественных передач, с 1988 года — отдел художественных программ

Редакции литературно-драматических передач, музыкальных передач, передач для детей, передач для молодёжи (в части регионов редакция молодёжи была в составе Главной редакции общественно-политических передач, с 1988 года — отдел программ для молодёжи), редакция программ на местном языке (в отдельных АССР, автономных областях и автономных округах), писем (общая с главной редакцией общественно-политических передач, главной редакцией общественно-политического вещания, главной редакцией художественного вещания), кинопроизводства (общая с главной редакцией общественно-политических передач)
- Производственный отдел

Художественно-постановочный цех и киносъёмочный цех
Передачи шли из областного (республиканского, краевого) радиотелецентра, Ленинградская студия телевидения из Ленинградского телецентра на Чаплыгина, 6.

### Радиотелецентры
До середины 1960-х гг. подчинялись Министерству связи СССР. Действовали в тех же городах, в которых действовали и телестудии; в 1982 году радиотелецентры городов, не являвшихся краевыми или областными центрами, были реорганизованы в участки радиотелецентра. Возглавлялся директором, который по должности являлся заместителем председателя телерадиокомитета по техническим вопросам, и главным инженером; в радиотелецентрах союзных республик были раздельные должности главного инженера республиканского телецентра и республиканского дома радиовещания и звукозаписи.

## Продукция
Телепрограммы:
- «Время»
- «Международная панорама»
- «Кинопанорама»
- «Песня года»
- «Голубой огонёк»
- «Спокойной ночи, малыши»
- «В гостях у сказки»
- «До 16 и старше»
- «КВН»
- «Что? Где? Когда?»
- «Взгляд»
- «В мире животных»
- «Клуб путешественников»
- «Очевидное — невероятное»
- «Здоровье»
- «Футбольное обозрение»

Телеспектакли:
- «Кабачок "13 стульев"»
- «Следствие ведут знатоки»

Радиопрограммы:
- «Последние известия»
- «С добрым утром!»
- «Клуб знаменитых капитанов»
- «В рабочий полдень»
- «КОАПП»
- «Радионяня»